# Bakó Árpád

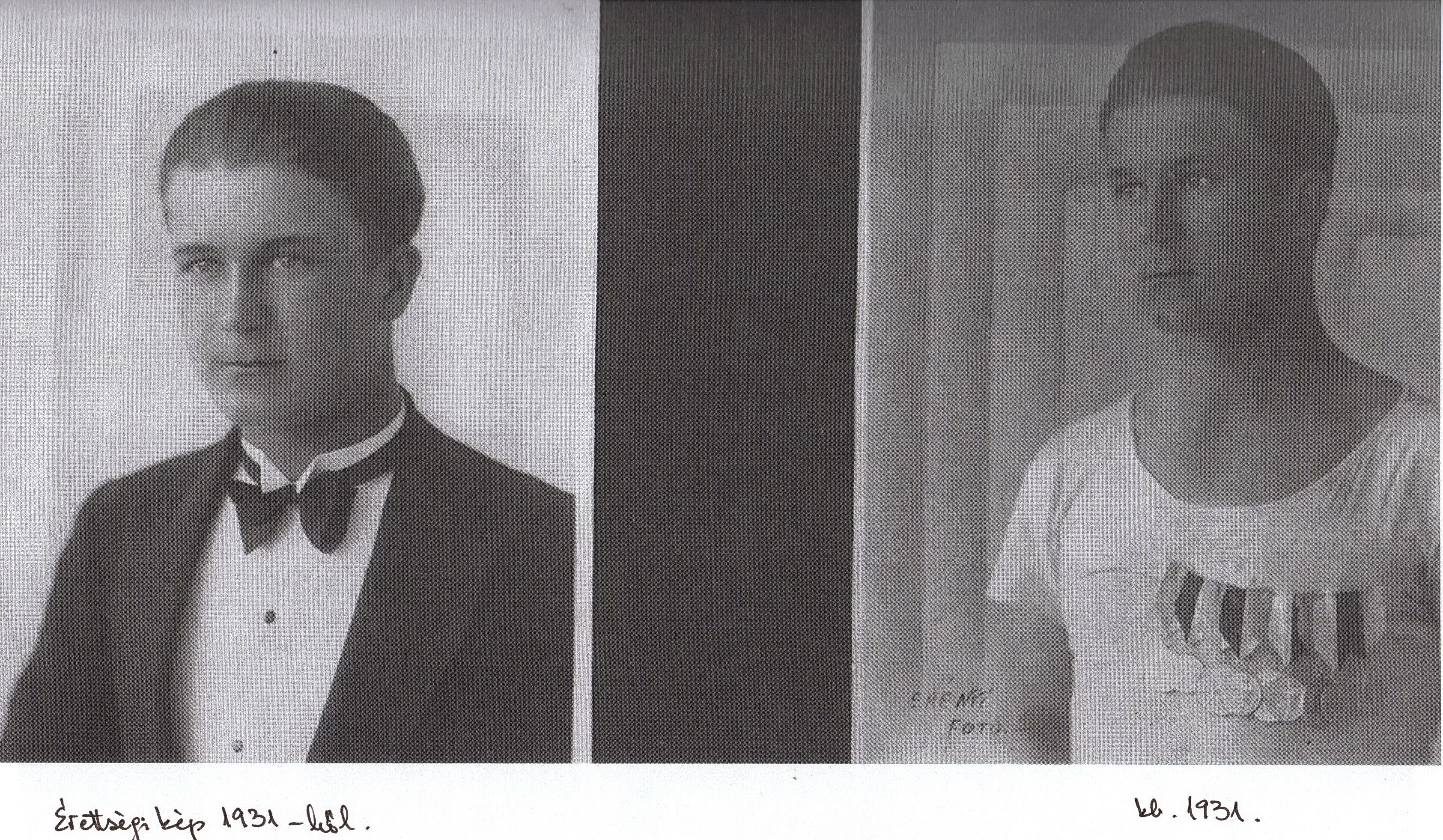
Érettségi kép (1931) – érmek (1931)

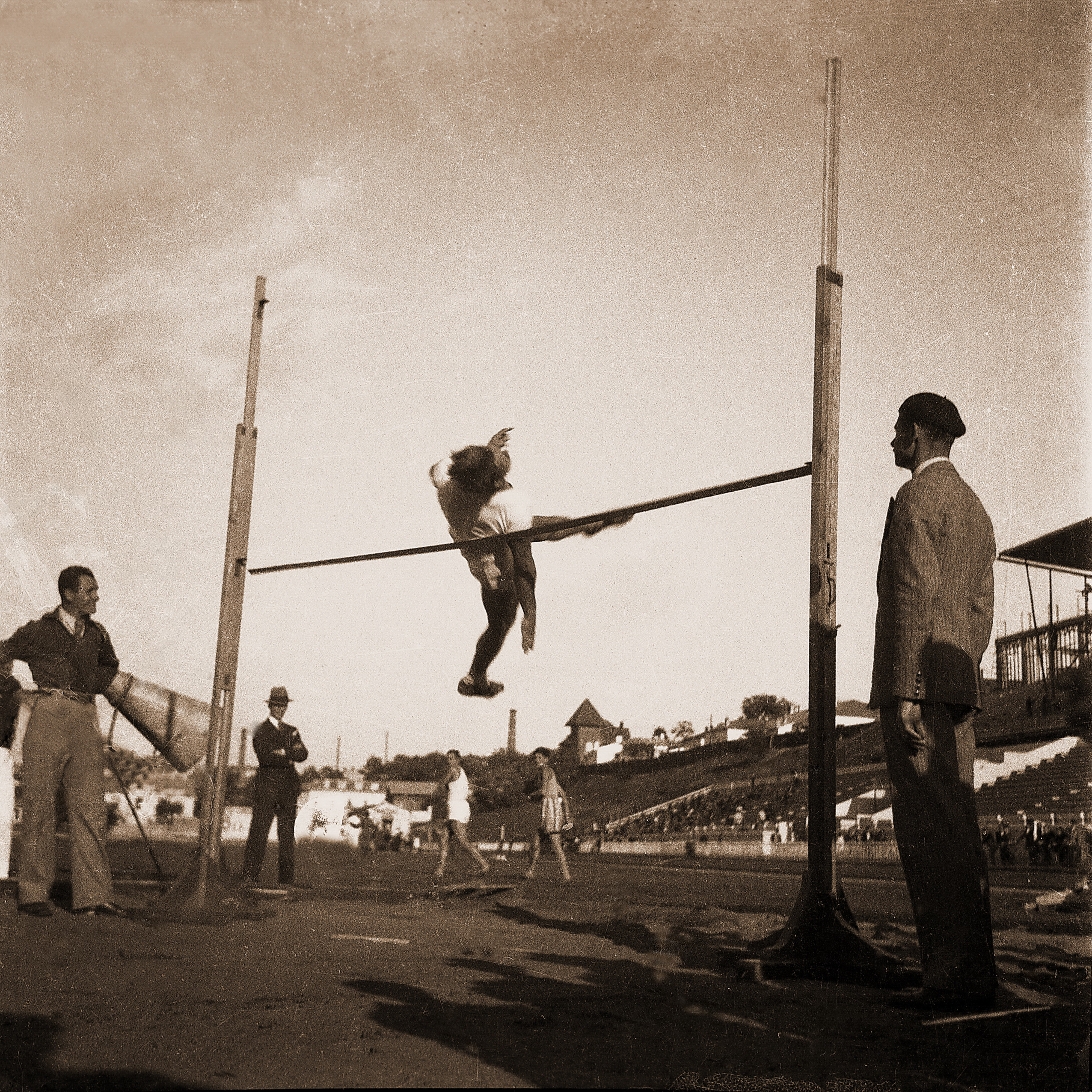
verseny – Bukarest

Bakó Árpád (Nagyenyed, 1914. szeptember 21. – Brassó, 1990. június 11.) romániai magyar pedagógus, atléta.

## Életútja
Nagyenyeden született szülei Szentkirály (ma Ion Creangă) utca 16. számú házában.
Az elemi és középiskolai tanulmányait a református Bethlen Gábor Kollégiumban végezte 1920–1924, illetve 1924–1931 között. Gyulafehérváron érettségizett 1931 júliusában, „jó” eredménnyel.
1931 és 1935 között a Bukaresti Testnevelési és Sport Főiskola hallgatója, ahol 1935 júniusában „magna cum laude” minősítéssel végzett. Diplomamunkájának címe A vívás és annak az emberi szervezetre gyakorolt hatása. A IV. év folyamán a kötelező pedagógiai szemináriumot (Seminarul Pedagogic Titu Maiorescu) is elvégezte, 9-es osztályzattal.
1934 nyarán szervezte meg Dimitrie Gusti bukaresti professzor falukutató akcióját. Egy ilyen úgynevezett „királyi csapatban” tevékenykedett egy-két hónapig Dobrudzsában, Văcăreni faluban (Măcin község mellett). Egy tulceai diákgyűlés alkalmával ismerte meg Mihai Manoilescut, a király bizalmasát, a későbbi külügyminisztert (ő írta alá román részről a Második bécsi döntést 1940-ben), aki az erősödő vasgárdista mozgalom ellensúlyozása érdekében a diák- és egyetemi hallgatók vezetőit próbálta megnyerni a kormány részére.
1935 őszén megválasztották a nagyenyedi Bethlen Gábor Kollégium főgimnáziumának testnevelési tanszékére, helyettes tanárnak.
1937 május havában Kolozsváron 8,32-es osztályzattal sikeresen letette az úgynevezett „capacitate” vizsgát. Abban az időben ehhez volt kötve a végleges rendes tanári kinevezés. Ennek alapján végleges rendes tanárrá nevezték ki. Székfoglaló értekezését az 1942–43. iskolai év megnyitóján, a kollégium dísztermében tartotta meg „A középiskolai sport korszerű megszervezése” címmel. Ő volt a Bethlen Kollégium utolsó tanára, aki a 400 éves hagyománynak számító székfoglaló előadást tartott.

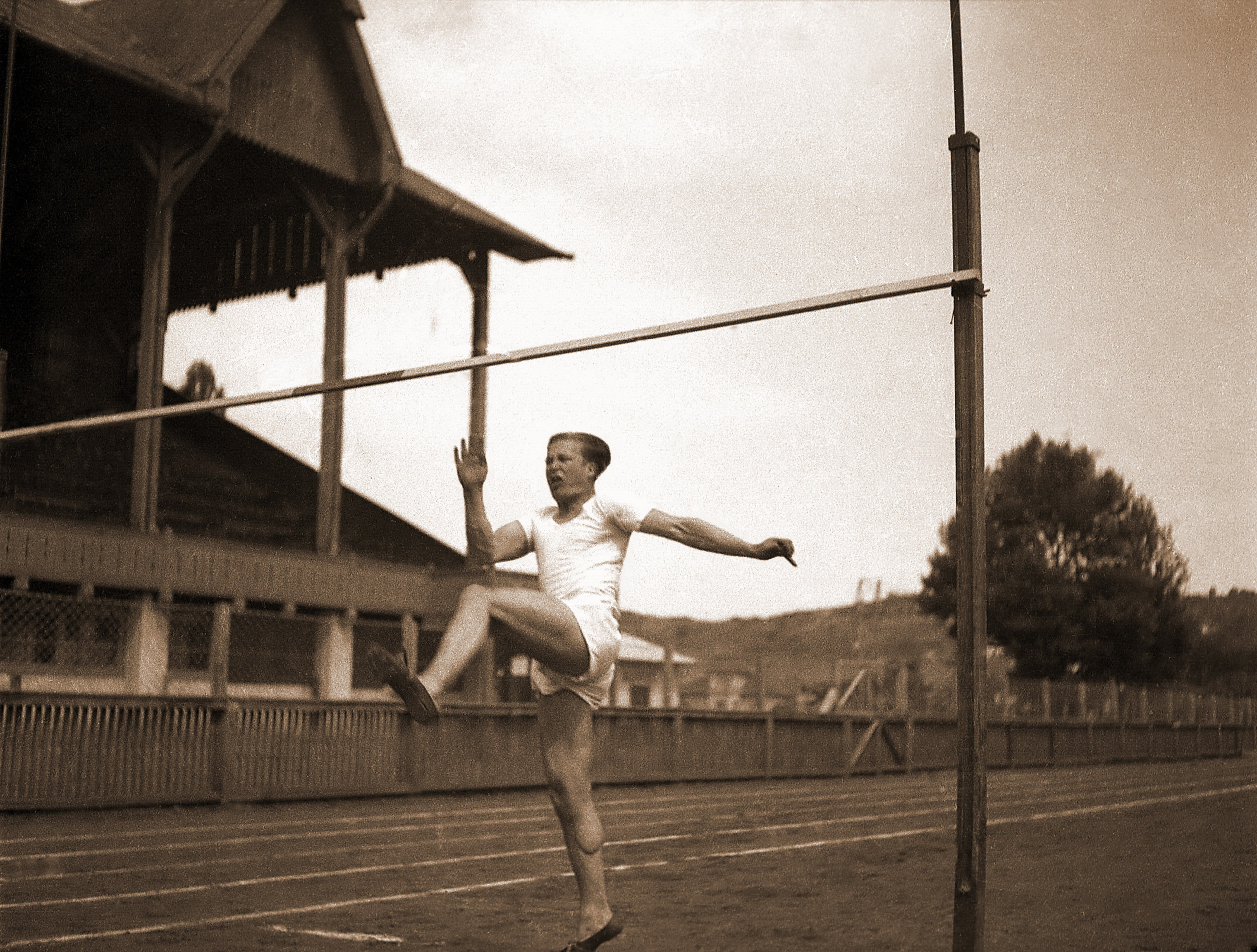
edzés – Kolozsvár (az 1911-ben felavatott stadionban). A stadion tribünje Aranyosgyéresen található 1960 óta.

A kollégium testnevelő tanáraként működött 1950 októberéig, időközben 1949 májusa és augusztusa között a balázsfalvi Vegyes Líceumban tanított. Átszervezte és modern, tudományos alapokra helyezte a kollégiumi testnevelést és sportoktatást. Bevezette a kardvívás elsajátítását. Örökös sport vándordíjat szervezett a főgimnázium és a tanítóképző közötti sportvetélkedőre, amelyet minden iskolai év végén a közös tornavizsgán bonyolítanak le.
Az N.T.K. (Nagyenyedi Testgyakorlók Köre) atlétikai szakosztályát vezette 1936-tól, 1939-től pedig választmányi tag.
1942 januárjában behívják katonai szolgálatra a 14. Hegyi Vadászzászlóaljhoz, amit a Azovi tenger partján töltött, Kercstől délre.
Áprilisban szerel le. 1944 novemberében újból behívót kap, az I. Útjavító Zászlóaljhoz. Mint tartalékos hadnagy szerel le Szentesen, 1945 márciusában.
A második világháború után újjászervezte a nagyenyedi sportéletet. 1945. június 17-én többedmagával megalakította a Nagyenyedi Sport Egyesületet (N.S.E.), aminek az alapszabály szerint a Romániai Magyar Népi Szövetség védelme és ellenőrzése alatt kellett volna működnie. Mint az egyesület titkára, küzdött a jogi elismerésért, de ezt a törvényszék különböző kifogásokkal halogatta mindaddig, míg meg nem alakult 1945. július 6-án a hivatalos Népi Sport Szervezet (Organizaţia Sportului Popular) nagyenyedi tagozata. Végül a szervezet alelnökévé választották.

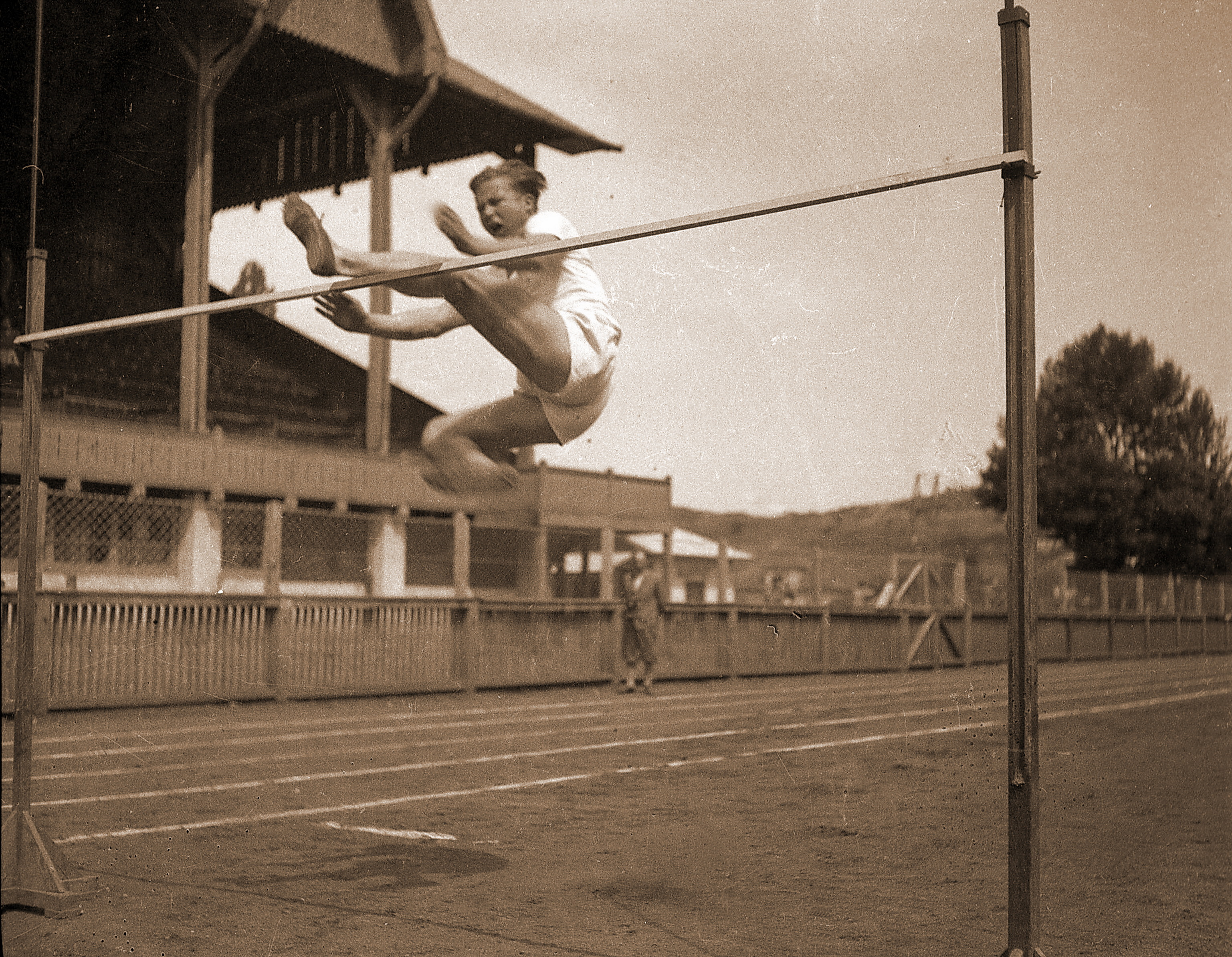
edzés 2

A Bethlen Gábor Kollégium elöljáróit sikerült rávennie, hogy ennek tulajdonát képző városi sportpályát, amely a háború idején az orosz tankok javítóhelyéül szolgált, rendbe hozzák. Az anyagiakat a kollégium állta, a terveket bátyja, Bakó István, okleveles építészmérnök készítette, a munkálatok levezetésében segítségére volt édesapja, Bakó Károly építész és Szűcs Elemér kollégiumi főerdőmérnök. 1945 nyarán el is készült az új, modern sportpálya, miután lebontották a háborúban teljesen megrongálódott régi tekepályát és egyéb apró épületet, s kivágták az 1923-ban; ültetett 17 kanadai nyárfát, valamint 9 juharfát – adván ezáltal a pályának szabályos méretet és hossztengelyének megfelelő irányt. A felújított sportpályáját 1948-ban államosították, a magyar sportegyesület elsorvadt.
A városi sportélet vezető szerve állandóan változott – az O.S.P.-ből lett a C.C.F.S. (Comitetul pentru Cultură Fizică și Sport), majd Clubul Sportiv Aiud, de mindegyikben igyekezett a kedvezőtlen körülmények ellenére is aktívan tevékenykedni.
1950 augusztusában részt vett a Brassóban szervezett testnevelő tanárok átképző tanfolyamán, ahol felfigyelt rá a szertornaórákon a tanfolyam egyik vezetője, Siclovan, aki később a Testnevelési Főiskola rektora lett. Pár hét múlva, megkérdezése nélkül, áthelyezték a brassói Şcoala Medie Tehnica de Cultură Fizică și Sport (S.M.T.C.F.) torna-tanszékére. Itt tanított 1955-ig.

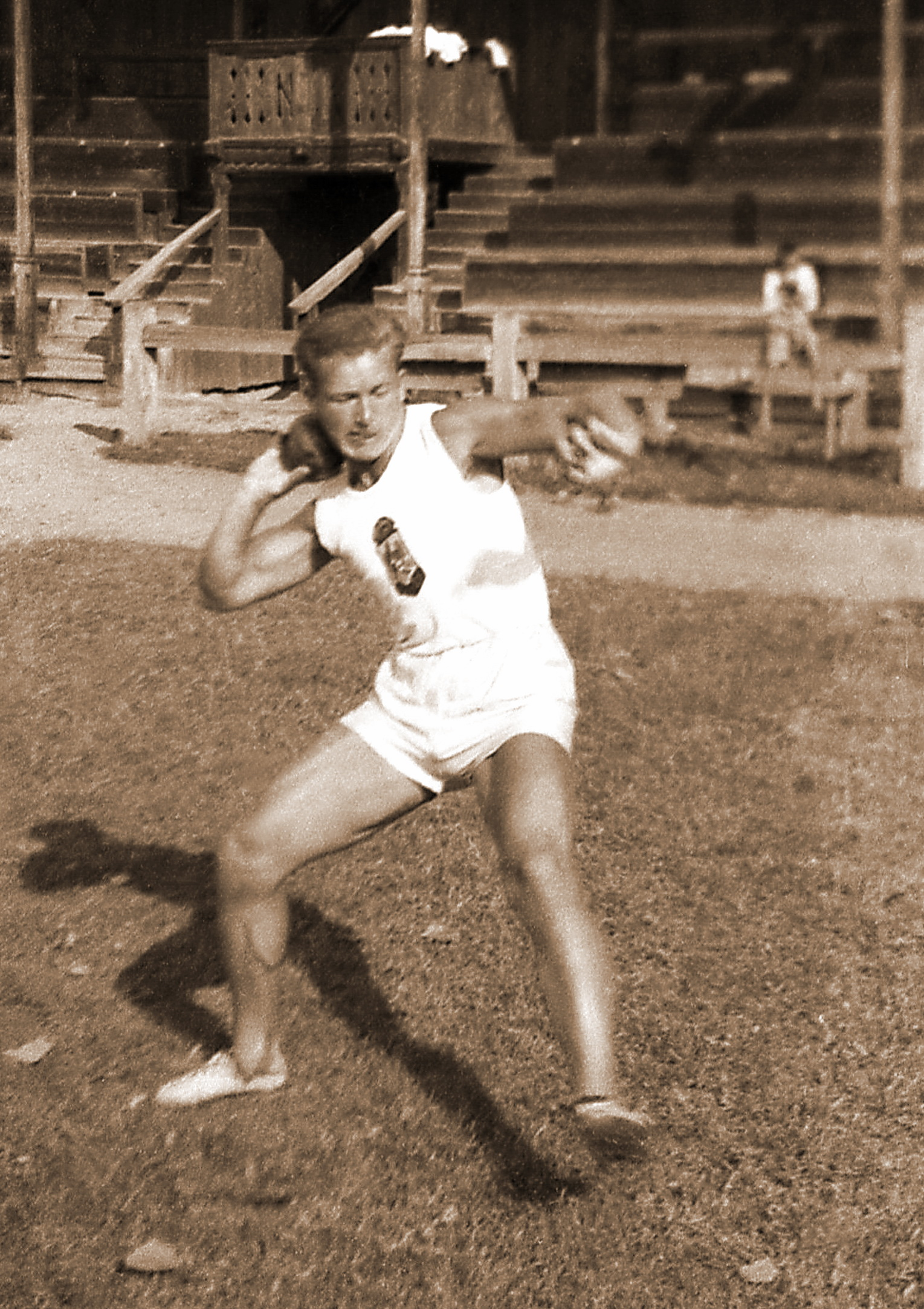
edzés – Kolozsvár

1955-től a brassói 4-es számú Magyar Vegyes Középiskola testnevelő tanára (a volt Római Katolikus Főgimnázium, ma Áprily Lajos Főgimnázium). Megszervezte az iskolai sportéletet, a gimnázium udvarán modern atlétikai és sportpályát létesített főleg önerőből.
1960-ban a román líceummal való egyesítés után az 5-ös számú Unirea Líceum magyar tagozatának tanára egészen nyugdíjba vonulásáig, 1974-ig.
Brassóban tanári tevékenysége mellett a helyi sportegyesület atlétikai szakosztályán dolgozik (I. osztályú bíróként), valamint a tornaszakosztályon (II. osztályú bíró- és II. osztályú edzőként).
- 1957: az Országos Sportszövetség Sportérdemek kitüntetését kapta meg
- 1961: II. fokozati tanár (elsőként az iskolában)
- 1969: I. fokozati tanár (szintén elsőként)

Egész életében a fiatal nemzedék testnevelésére összpontosított, sok-sok fiatal tehetséget fedezve fel és irányítva őket a versenypályákra.
1944 után többször próbálták meggyőzni, sikertelenül, hogy a Román Kommunista Párt tagja legyen. Lelkiismeretes, jó munkája ellensúlyozta pártonkívüliségét és így szakmai téren majdnem mindent el tudott érni.
1990. június 11-én halt meg Brassóban. A nagyenyedi református temető 934-es számú családi sírjában nyugszik.

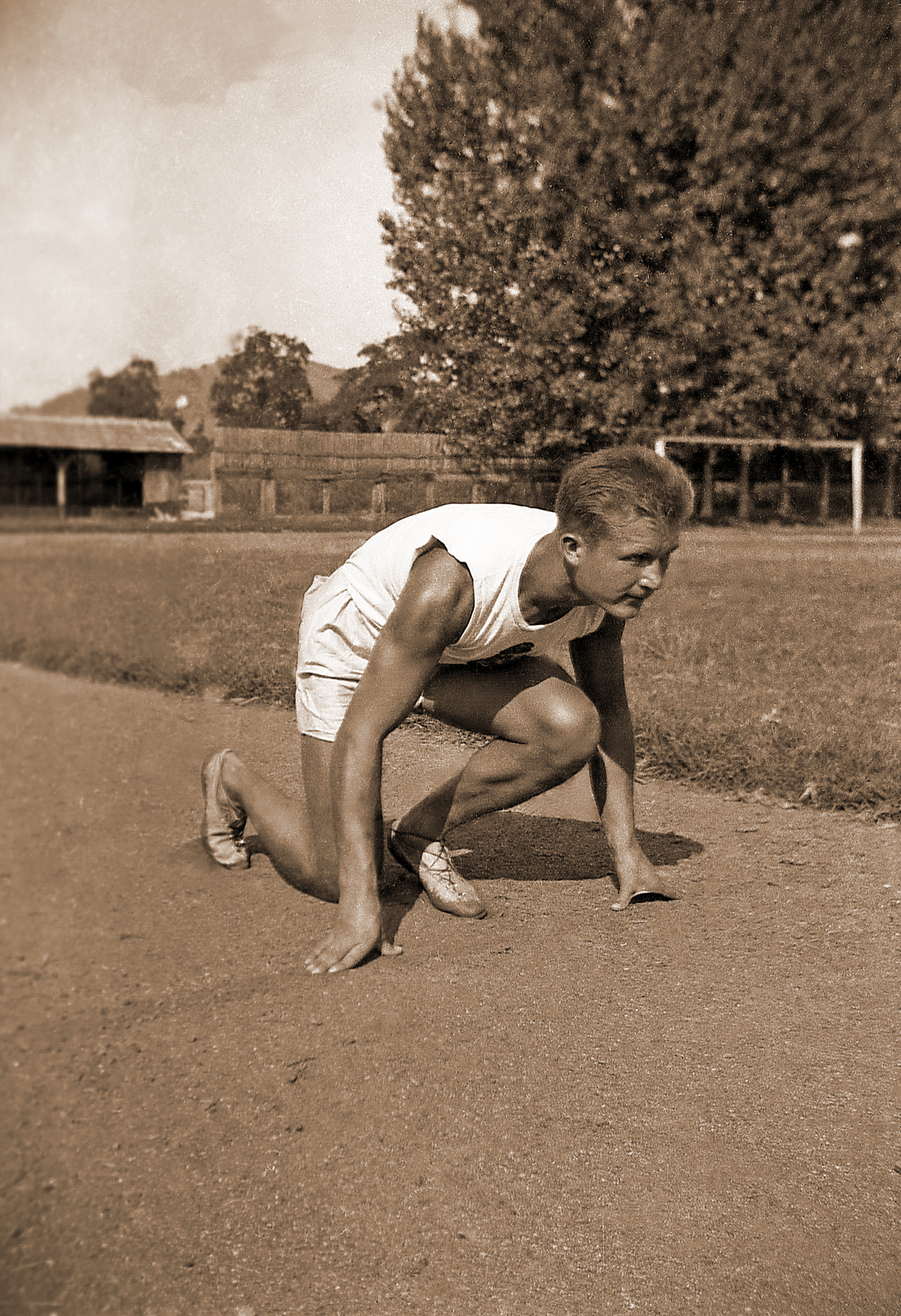
edzés – Kolozsvár

## Sporteredményei
Fiatal korában sikeresen atletizált, többek között:
- Nagyenyed bajnoka 100 méter síkfutásban, magasugrásban, távolugrásban, hármasugrásban és súlylökésben (1932)
- Nagyenyed bajnoka 100 méter síkfutásban, magasugrásban és rúdugrásban (1933)
- Románia ifjúsági bajnoka magasugrásban és súlylökésben (1932, 1933)
- Románia egyetemi bajnoka magasugrásban (1933), valamint magasugrásban és rúdugrásban (1934)
- Románia magasugró bajnoka 1934 és 1936 között
- A román egyetemi atlétikai válogatott tagjaként részt vett 1934-ben az egyetemek közti atlétikai bajnokságon Lwowban, Lengyelországban (ma Ukrajna területén)
- A román atlétikai válogatott tagjaként részt vett két athéni Atlétikai Balkán Játékokon (1933 és 1936)

## Oktatói munkássága
Szakmájában, a testnevelés- és sportoktatásban kiváló képességeinek köszönhetően jó pedagógusként; kiváló edzőként dolgozott a különböző sportágakban, tornában, atlétikában és labdajátékokban. A fiatal generáció egészséges neveléséhez sikeresen járult hozzá a „Mens sana in corpore sano" (Ép testben ép lélek) ókori alapigazságnak megfelelően.
Sok növendéke ért el különböző sportágakban területi, országos és nemzetközi sikereket (az 1940-es években a kollégium öt diákja játszott a nagyenyedi A.S.A. labdarúgó válogatott keretén belül, Szoboszlay Miklós pedig a kolozsvári „U” kapusa volt 1943–44-ben. Bojtos J. és Deák A. a nemzeti atlétikai válogatott tagjai voltak. Lőrincz László az országos úszó- és vízilabda válogatott tagja, többszörös országos bajnok és csúcstartó 4 × 100 méter egyéniben, Korodi G. J. „A” ligás kézilabdázó a kolozsvári „U” csapatban, a brassói Kicsid Gábor többszörös Európa- és világbajnok, a román kézilabda-válogatott tagja).

## Tudományos munkássága
A következő szakmai dolgozatokat hagyta hátra kéziratban:
1. A középiskolai sport korszerű megszervezése – 1937
2. A testnevelés elméleti tananyaga tanítóképző intézetekben
3. Az atlétika szerepe az V–VII. osztályos tanulók általános testi előkészítésében, az ugrások oktatásának módszertana – 1960
4. A fizikai teljesítmény növelésének tanulmányozása és az ellenőrző vizsgák kérdése a középiskolákban-1968-román nyelven („Studiul creşterii performanţelor fizice în clasele IX-XII şi problema probelor de control în licee” – 1968)
5. A testgyakorlás története Nagyenyeden (két kötet) – 1986

1935–1949 között kéziratos feljegyzéseket készített a testnevelés történetéről. Ezt a munkát a hagyaték alapján Lőrincz László folytatta,sajtó alá pedig 2024-ben került, Gordán Edina gondozása és kiegészítése által.

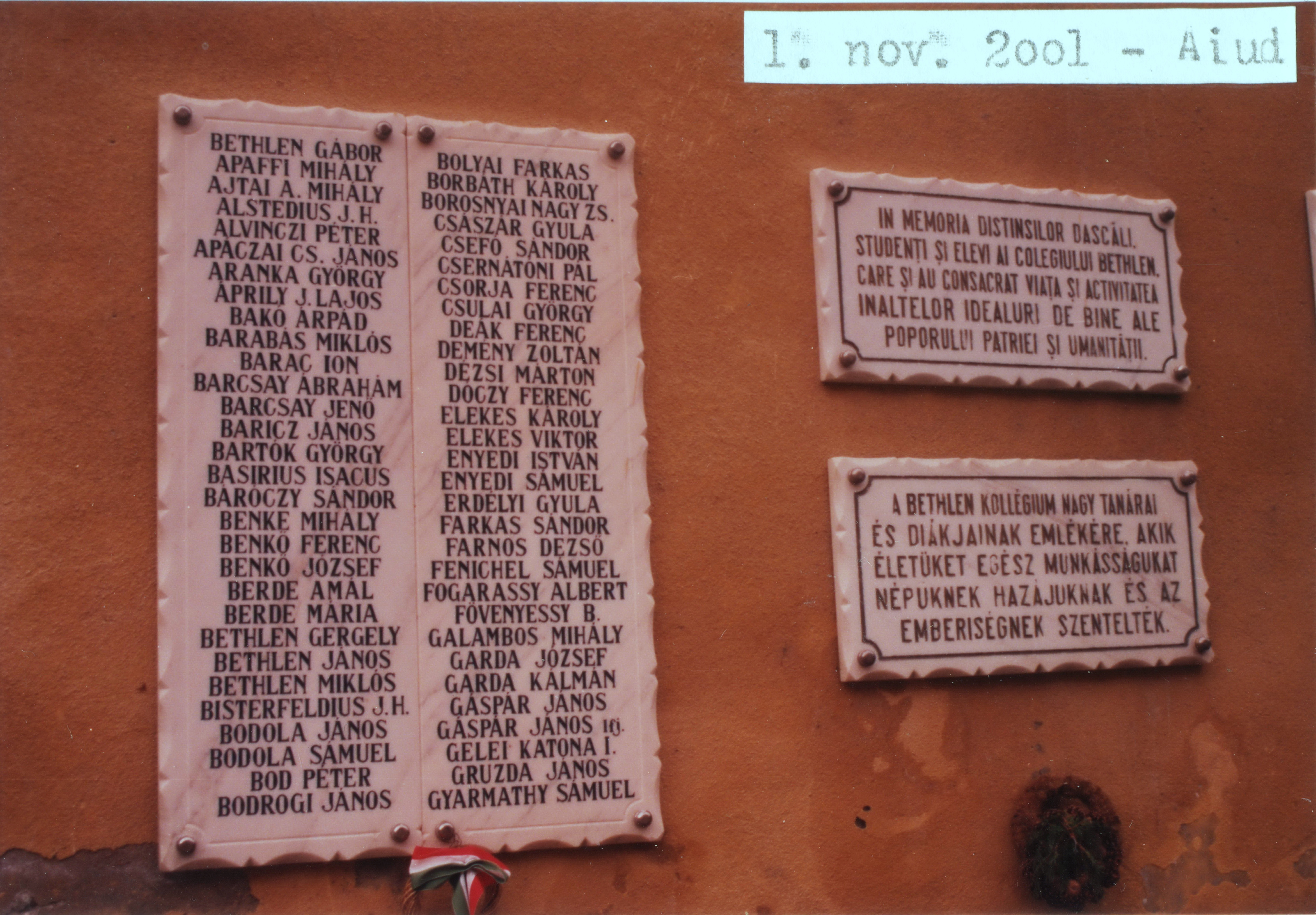
A Bethlen Kollégium kiváló diákjai és tanárai (I. tábla)

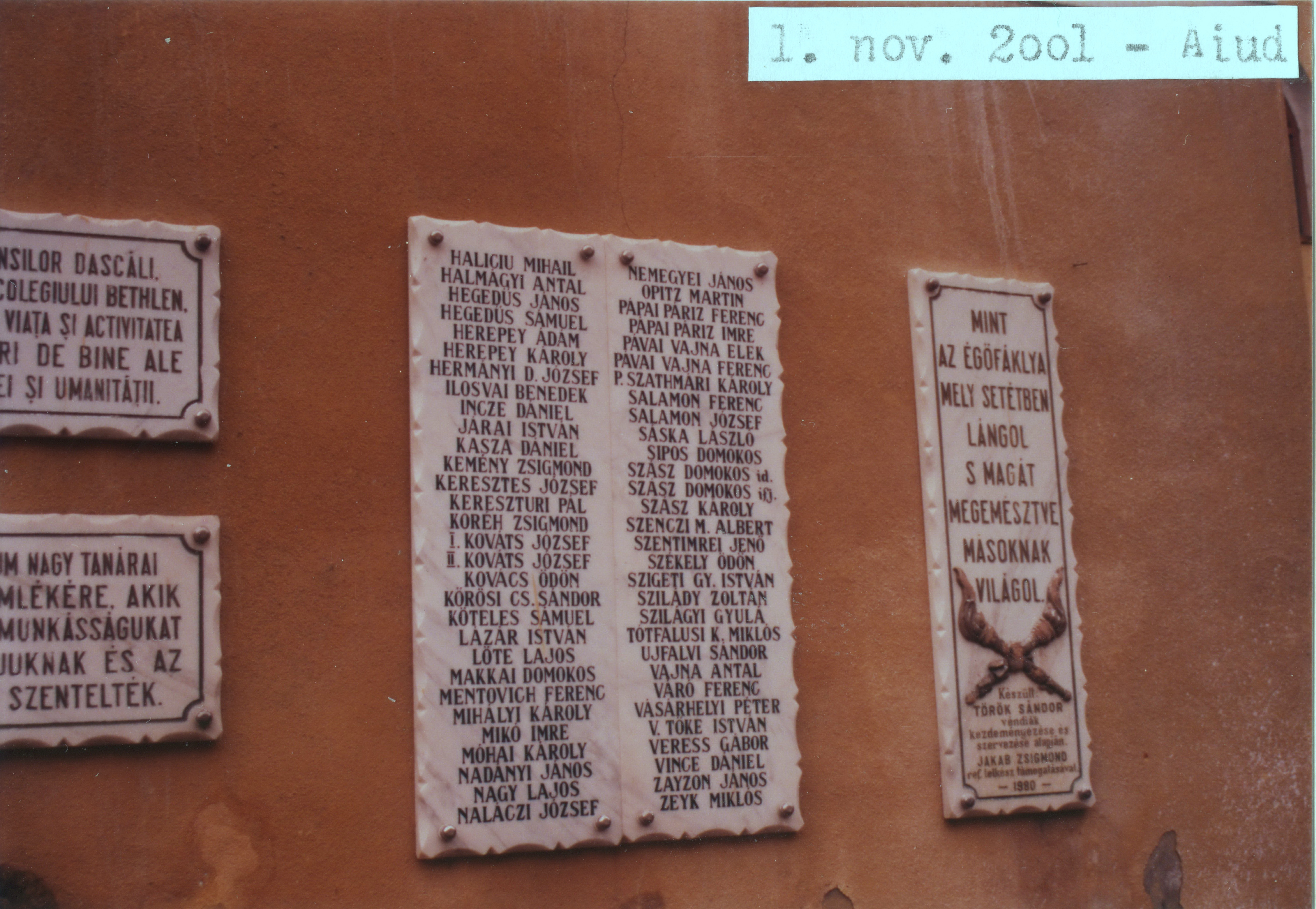
A Bethlen Kollégium kiváló diákjai és tanárai (II. tábla)

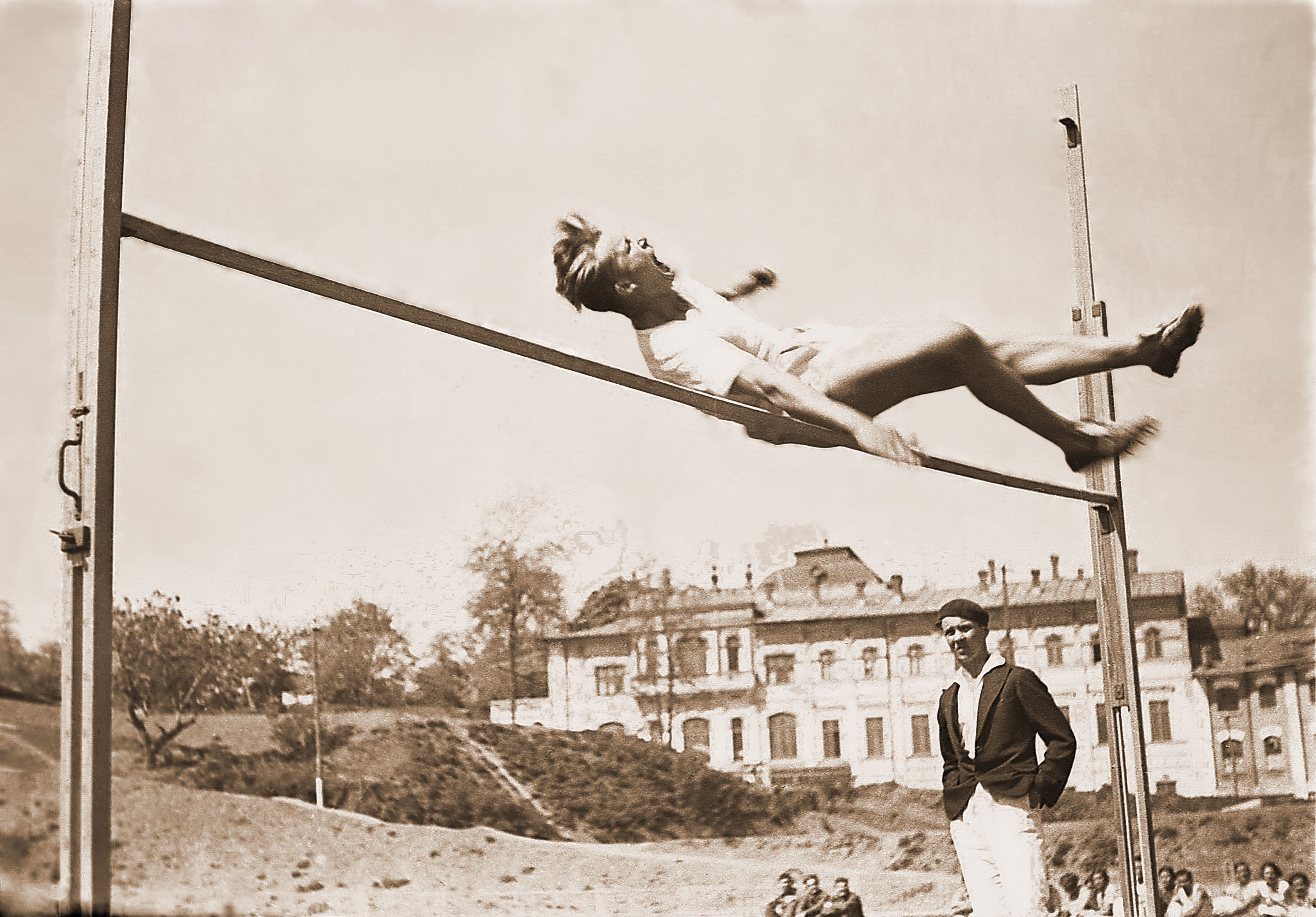
Col. Emil Palangeanu kupa (verseny előtti selejtezö) – sikertelen kísérlet 1,80 m – 1934. május 5., Bukarest
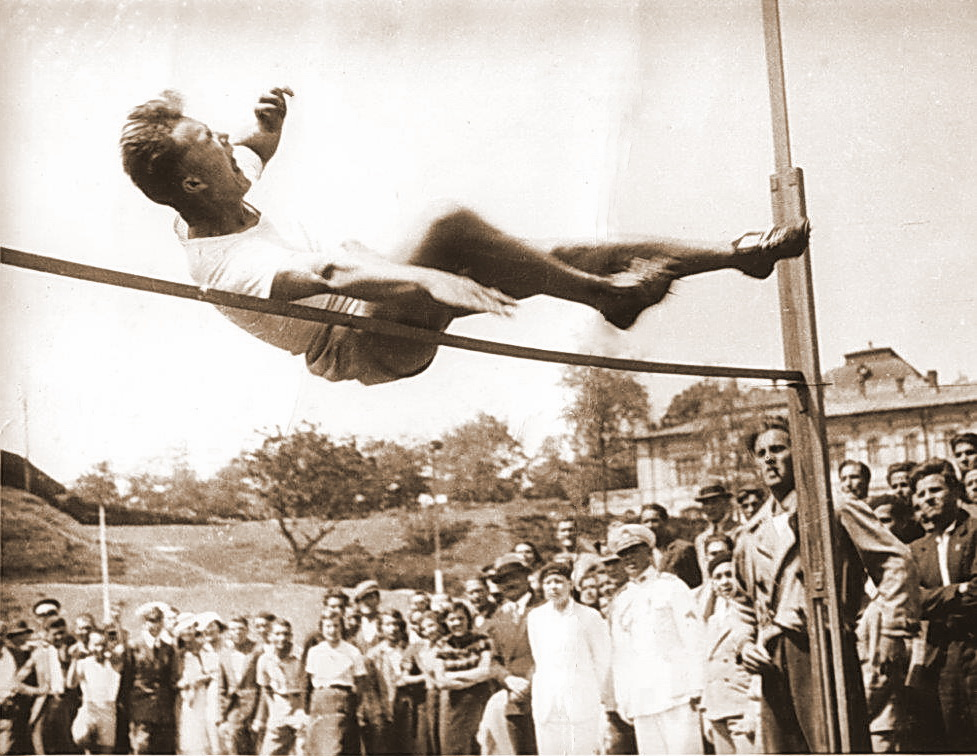
Col. Emil Palangeanu kupa – 1934. május 6., Bukarest, Bakó Árpád – I. hely 1,785m
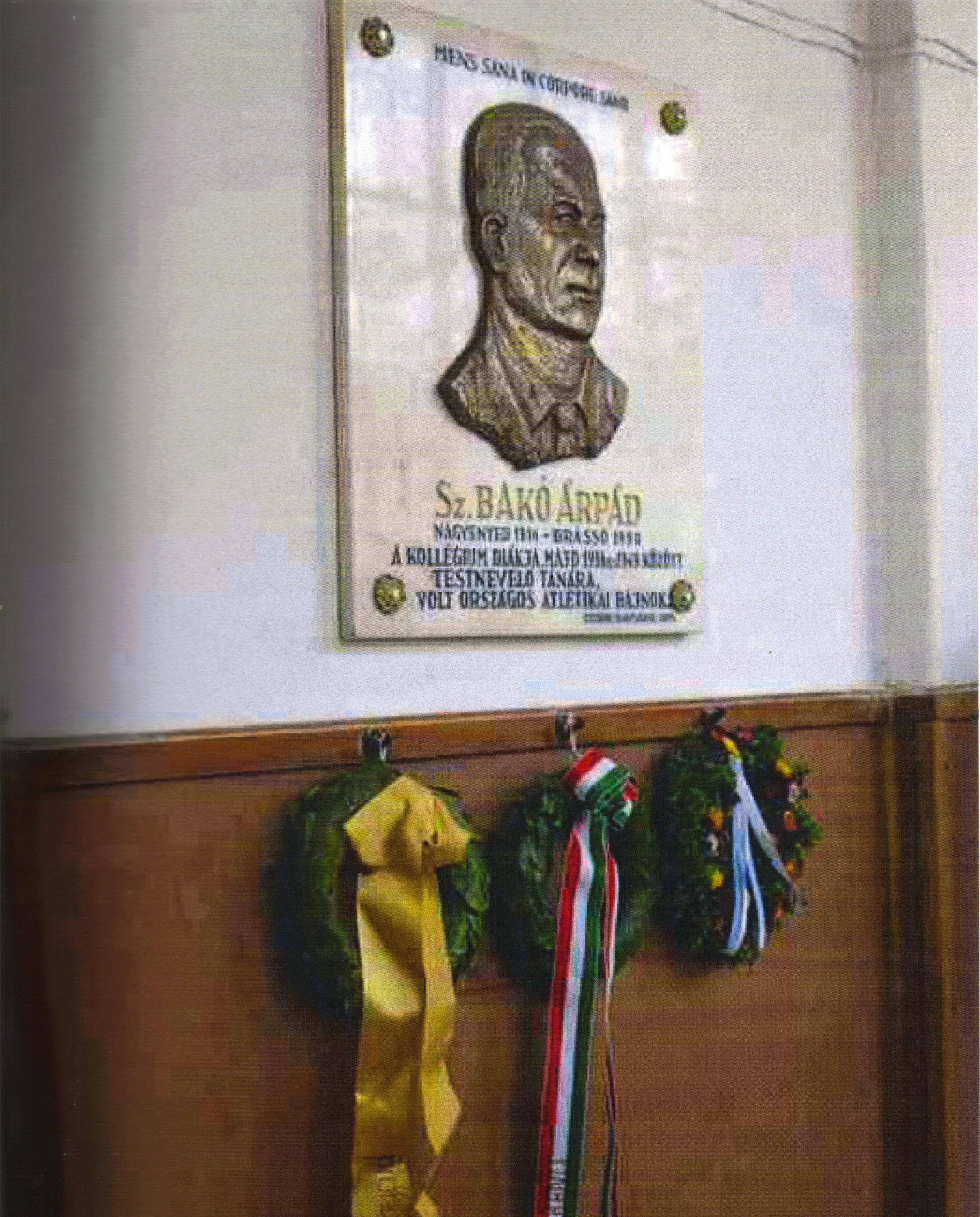
Bakó Árpád dombormű (emléktábla a nagyenyedi Bethlen Gábor Kollégium folyosóján)[6] (Lőrincz Lehel[7] alkotása)
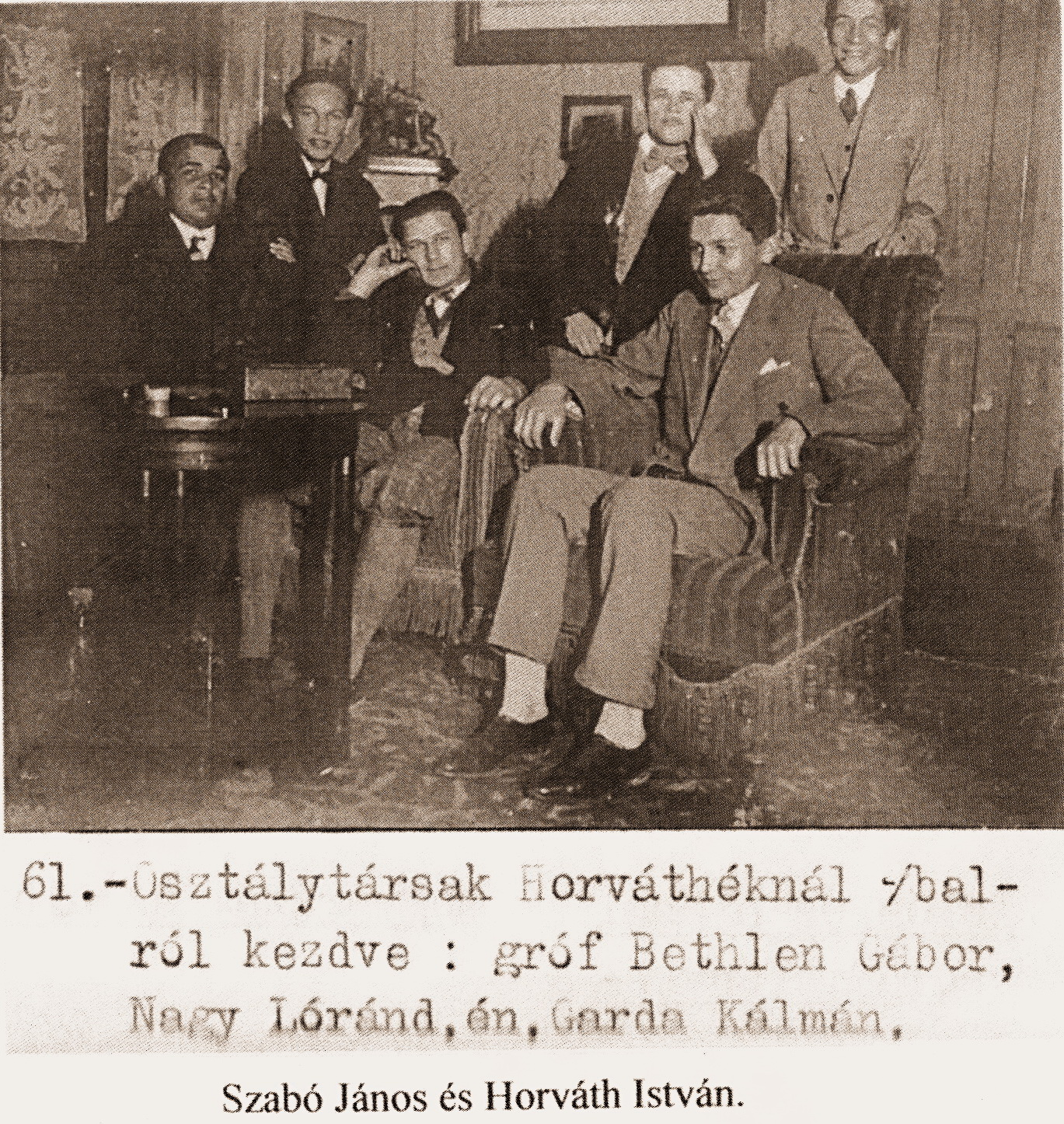
Osztálytársak